# Temixco
Temixco és un municipi de l'estat de Morelos a Mèxic. Forma una àrea metropolitana amb Cuernavaca i Jiutepec. El nom de la ciutat prové de Et-tl, una arrel etimològica en llengua nàhuatl, que significa pedra;i Mizton, gat, i de co, a, on, lloc de, que significa: «En el gat de pedra» o "on hi ha la pedra del gat».
Ocupa una extensió de 89,869 km², xifra que representa l'1,77% del total de l'estat, ocupant el 15è lloc en porció territorial de l'estat.